# Yang Jin-sung
Yang Jin-sung (hangeul: 양진성; Seul, 27 giugno 1988) è un'attrice sudcoreana.

## Filmografia

### Cinema
- Wedding Dress (웨딩드레스), regia di Kwon Hyung-jin (2010)
- So-won (소원), regia di Lee Joon-ik (2013)

### Televisione
- City Hunter (시티헌터) – serie TV (2011)
- Oneulman gat-ara (오늘만 같아라) – serie TV (2011)
- U-wahan nyeo (우와한 녀) – serie TV (2013)
- Bimil (비밀) – serie TV (2013)
- Na appa eomma halmeoni An-na (나 아빠 엄마 할머니 안나) – film TV (2013)
- Baengnyeon-ui sinbu (백년의 신부) – serie TV (2014)
- Na-ui yugamseureo-un namjachingu (나의 유감스러운 남자친구) – serie TV (2015)
- Chicago tajagi – serie TV, 16 episodi (2017)